# VM i landevejscykling – Holdtidskørsel (herrer)
Herrernes holdtidskørsel ved VM i landevejscykling blev for første gang arrangeret ved VM i landevejscykling 1962. Det bestod af landshold med fire ryttere på hvert hold. Efter VM i landevejscykling 1994 blev det taget af programmet. Holdtidskørsel blev genindført ved VM i landevejscykling 2012, men da for kommercielle hold, ikke nationer, med seks ryttere.

## Landshold (1962–1994)
Holdtidskørslen for landshold havde fire ryttere på hvert hold, og ruten var på omkring 100 km.
| Mesterskab                | Guld                                                                                           | Sølv | Bronze                                                                                      |
| ------------------------- | ---------------------------------------------------------------------------------------------- | --- | ------------------------------------------------------------------------------------------- |
| 1962 Salò                 | Italien · Mario Maino · Antonio Tagliani · Dino Zandegù · Danilo Grassi                        | Danmark · Ole Ritter · Vagn Bangsborg · Mogens Tvilling · Ole Krøier                                           | Uruguay · Ruben Etchebarne · Juan Jose Timon · Vid Cencic · Rene Pezzati                    |
| 1963 Ronse                | Frankrig · Michel Bechet · Dominique Motte · Marcel Ernest Bidault · Georges Chappe            | Italien · Mario Maino · Pasquale Fabbri · Danilo Grassi · Dino Zandegù                                         | Sovjetunionen · Viktor Kapitonov · Gainan Saidschushin · Yuri Melichov · Anatoli Olizarenko |
| 1964 Sallanches           | Italien · Severino Andreoli · Luciano Dalla Bona · Pietro Guerra · Ferruccio Manza             | Spanien · Gines Garcia · Jose-Ramon Goyeneche · Ramón Sáez · Luis Pedro Santamarina                            | Belgien · Rene Heuvelmans · Roland De Neve · Roland Van De Rijse · Albert Van Vlierberghe   |
| 1965 Lasarte              | Italien · Pietro Guerra · Luciano Dalla Bona · Mino Denti · Giuseppe Soldi                     | Spanien · Ventura Diaz · José Manuel López · José Manuel Lasa · Domingo Perurena                               | Frankrig · André Desvages · Gerard Swertvaeger · Henri Heintz · Claude Lechatelier          |
| 1966 Adenau               | Danmark · Verner Blaudzun · Jørgen Emil Hansen · Ole Højlund · Flemming Visborg                | Holland · Eddy Beugels · Tiemen Groen · Harry Steevens · Rini Wagtmans                                         | Italien · Attilio Benfatto · Luciano Dalla Bona · Mino Denti · Pietro Guerra                |
| 1967 Heerlen              | Sverige · Erik Pettersson · Gösta Pettersson · Sture Pettersson · Tomas Pettersson             | Danmark · Verner Blaudzun · Jørgen Emil Hansen · Leif Mortensen · Henning Pedersen                             | Italien · Lorenzo Bosisio · Benito Pigato · Vittorio Marcelli · Flavio Martini              |
| 1968 Imola                | Sverige · Erik Pettersson · Gösta Pettersson · Sture Pettersson · Tomas Pettersson             | Schweiz · Bruno Hubschmid · Robert Thalmann · Walter Burki · Erich Spahn                                       | Italien · Vittorio Marcelli · Flavio Martini · Giovanni Bramucci · Benito Pigato            |
| 1969 Zolder               | Sverige · Erik Pettersson · Gösta Pettersson · Sture Pettersson · Tomas Pettersson             | Danmark · Mogens Frey · Jørgen Emil Hansen · Jørgen Lund · Leif Mortensen                                      | Schweiz · Xavier Kurmann · Bruno Hubschmid · Josef Fuchs · Walter Burki                     |
| 1970 Leicester            | Sovjetunionen · Valery Yardy · Viktor Sokolov (cykelrytter) · Boris Shoukov · Valeri Likatchev | Tjekkoslovakiet · Jiri Mainus · František Řezáč · Milan Puzrla · Petr Matousek                                 | Holland · Fedor den Hertog · Popke Oosterhof · Tino Tabak · Adri Duyker                     |
| 1971 Mendrisio            | Belgien · Gustaaf Hermans · Gustaaf Van Cauter · Louis Verreydt · Ludo Van Der Linden          | Holland · Fedor den Hertog · Adri Duyker · Fritz Schur · Aad van den Hoek                                      | Polen · Edward Barcik · Stanisław Szozda · Jan Smyrak · Lucjan Lis                          |
| 1972                      | Sommer-OL                                                                                      | Sommer-OL | Sommer-OL                                                                                   |
| 1973 Barcelona            | Polen · Lucjan Lis · Ryszard Szurkowski · Stanisław Szozda · Tadeusz Mytnik                    | Sovjetunionen · Gennady Komnatov · Youri Mikhailov · Boris Shoukov · Sergey Sinizin                            | Sverige · Tord Filipsson · Lennart Fagerlund · Leif Hansson · Sven-Ake Nilsson              |
| 1974 Montréal             | Sverige · Lennart Fagerlund · Bernt Johansson · Tord Filipsson · Sven-Åke Nilsson              | Sovjetunionen · Gennady Komnatov · Rinat Szarafaoulin · Vladimir Kaminski · Valery Chaplygin                   | DDR · Hans-Joachim Hartnick · Karl Dietrich Diers · Horst Tischoff · Gerhard Lauke          |
| 1975 Yvoir                | Polen · Tadeusz Mytnik · Mieczyslaw Nowicki · Ryszard Szurkowski · Stanisław Szozda            | Sovjetunionen · Gennady Komnatov · Valery Chaplygin · Aavo Pikkuus · Vladimir Kaminski                         | Tjekkoslovakiet · Petr Matousek · Vlastimil Moravec · Vladimir Vondracek · Petr Buchacek    |
| 1976                      | Sommer-OL                                                                                      | Sommer-OL | Sommer-OL                                                                                   |
| 1977 San Cristóbal        | Sovjetunionen · Valery Chaplygin · Aavo Pikkuus · Vladimir Kaminski · Anatoli Chukanov         | Italien · Mirko Bernardi · Mauro De Pellegrin · Vito Da Ros · Dino Porrini                                     | Polen · Tadeusz Mytnik · Mieczyslaw Nowicki · Stanisław Szozda · Czesław Lang               |
| 1978 Adenau               | Holland · Guus Bierings · Bert Oosterbosch · Bart van Est · Jan van Houwelingen                | Sovjetunionen · Aavo Pikkuus · Vladimir Kaminski · Alguimantus Goushavitchous · Vladimir Kouznetsov            | Schweiz · Gilbert Glaus · Stefan Mutter · Richard Trinkler · Kurt Ehrensperger              |
| 1979 Valkenburg           | DDR · Bernd Drogan · Hans-Joachim Hartnick · Andreas Petermann · Falk Boden                    | Polen · Jan Jankiewicz · Czesław Lang · Stefan Ciekanski · Witold Plutecki                                     | Norge · Geir Digerud · Morten Sæther · Jostein Wilmann · Hans Petter Ødegård                |
| 1980                      | Sommer-OL                                                                                      | Sommer-OL | Sommer-OL                                                                                   |
| 1981 Prag                 | DDR · Falk Boden · Bernd Drogan · Mario Kummer · Olaf Ludwig                                   | Sovjetunionen · Youri Kashirin · Oleg Logvin · Sergej Kadazki · Anatoli Yarkin                                 | Tjekkoslovakiet · Milan Jurčo · Michal Klasa · Alipi Kostadinov · Jiří Škoda                |
| 1982 Goodwood             | Holland · Maarten Ducrot · Gerard Schipper · Gerrit Solleveld · Frits Van Bindsbergen          | Schweiz · Alfred Achermann · Daniel Heggli · Richard Trinkler · Urs Zimmermann                                 | Sovjetunionen · Youri Kashirin · Oleg Logvin · Sergej Voronin · Oleg Tchugda                |
| 1983 Altenrhein           | Sovjetunionen · Youri Kashirin · Sergej Novolokin · Oleg Tchugda · Alexandre Zinoviev          | Schweiz · Daniel Heggli · Heinz Imboden · Othmar Haefliger · Benno Wiss                                        | Norge · Terje Gjengaar · Dag Hopen · Hans Petter Ødegård · Tom Pedersen                     |
| 1984                      | Sommer-OL                                                                                      | Sommer-OL | Sommer-OL                                                                                   |
| 1985 Giavera del Montello | Sovjetunionen · Vassili Jdanov · Viktor Klimov · Igor Sumnikov · Alexandre Zinoviev            | Tjekkoslovakiet · Vladimir Hruza · Milan Jurčo · Michal Klasa · Milan Kren                                     | Italien · Marcello Bartalini · Massimo Podenzana · Eros Poli · Claudio Vandelli             |
| 1986 Colorado Springs     | Holland · Tom Cordes · Gerrit de Vries · John Talen · Rob Harmeling                            | Italien · Eros Poli · Massimo Podenzana · Mario Scirea · Flavio Vanzella                                       | DDR · Uwe Raab · Mario Kummer · Dan Radtke                                                  |
| 1987 Villach              | Italien · Roberto Fortunato · Eros Poli · Mario Scirea · Flavio Vanzella                       | Sovjetunionen · Viktor Klimov · Asjat Mansurowitsch Saitow · Asjat Saitow · Igor Sumnikov · Evgueni Zagrebelny | Østrig · Helmut Wechselberger · Bernard Rassinger · Mario Traxl · Johann Lienhart           |
| 1988                      | Sommer-OL                                                                                      | Sommer-OL | Sommer-OL                                                                                   |
| 1989 Chambéry             | DDR · Mario Kummer · Maik Landsmann · Jan Schur · Falk Boden                                   | Polen · Zenon Jaskuła · Joachim Halupczok · Marek Leśniewski · Andrzej Sypytkowski                             | Sovjetunionen · Youri Manouylov · Viktor Klimov · Evgueni Zagrebelny · Oleg Galkin          |
| 1990 Utsunomiya           | Sovjetunionen · Oleg Galkin · Rouslan Zotov · Igor Patenko · Alexander Markovich               | DDR · Maik Landsmann · Uwe Peschel · Uwe Berndt · Falk Boden                                                   | Vesttyskland · Rolf Aldag · Kai Hundertmarck · Raimund Lehnert · Michael Rich               |
| 1991 Stuttgart            | Italien · Flavio Anastasia · Luca Colombo · Gianfranco Contri · Andrea Peron                   | Tyskland · Uwe Berndt · Bernd Dittert · Uwe Peschel · Michael Rich                                             | Norge · Stig Kristiansen · Johnny Sæther · Roar Skaane · Bjørn Stenersen                    |
| 1992                      | Sommer-OL                                                                                      | Sommer-OL | Sommer-OL                                                                                   |
| 1993 Oslo                 | Italien · Cristian Salvato · Gianfranco Contri · Rossano Brasi · Rosario Fina                  | Tyskland · Christian Meyer · Uwe Peschel · Michael Rich · Andreas Walzer                                       | Schweiz · Roman Jeker · Beat Meister · Markus Kennel · Roland Meier                         |
| 1994 Agrigento            | Italien · Cristian Salvato · Gianfranco Contri · Gianluca Colombo · Dario Andriotto            | Frankrig · Jean-Francois Anti · Dominique Bozzi · Pascal Derame · Christophe Moreau                            | Tyskland · Ralf Grabsch · Uwe Peschel · Michael Rich · Jan Schaffrath                       |

## UCI-hold (2012–)
Ved VM i landevejscykling 2012 var første gang kommercielle hold (UCI-registrerede hold) fik deltagelse som hold ved VM. Der er seks ryttere pr. hold, og ruten skal i henhold til reglementet ikke være over 60 km. For UCI World Team er det obligatorisk at deltage, og de kan også tjene optil 200 point på UCI World Tour. 
| Mesterskab      | Guld | Sølv | Bronze |
| --------------- | --- | --- | --- |
| 2012 Valkenburg | Omega Pharma-Quick Step Tom Boonen Sylvain Chavanel Tony Martin Niki Terpstra Kristof Vandewalle Peter Velits         | BMC Racing Team Alessandro Ballan Philippe Gilbert Taylor Phinney Marco Pinotti Manuel Quinziato Tejay van Garderen | Orica-GreenEDGE Sam Bewley Luke Durbridge Sebastian Langeveld Cameron Meyer Jens Mouris Svein Tuft            |
| 2013 Firenze    | Omega Pharma-Quick Step Sylvain Chavanel Michał Kwiatkowski Tony Martin Niki Terpstra Kristof Vandewalle Peter Velits | Orica-GreenEDGE Luke Durbridge Michael Hepburn Daryl Impey Brett Lancaster Jens Mouris Svein Tuft                   | Team Sky Edvald Boasson Hagen Chris Froome Vasil Kiryjenka Richie Porte Kanstantsin Siwtsow Geraint Thomas    |
| 2014 Ponferrada | BMC Racing Team Rohan Dennis Silvan Dillier Daniel Oss Manuel Quinziato Tejay van Garderen Peter Velits               | Orica-GreenEDGE Luke Durbridge Michael Hepburn Damien Howson Brett Lancaster Jens Mouris Svein Tuft                 | Omega Pharma-Quick Step Tom Boonen Michał Kwiatkowski Tony Martin Pieter Serry Niki Terpstra Julien Vermote   |
| 2015 Richmond   | BMC Racing Team Rohan Dennis Silvan Dillier Stefan Küng Daniel Oss Taylor Phinney Manuel Quinziato                    | Etixx-Quick Step Tom Boonen Michał Kwiatkowski Yves Lampaert Tony Martin Niki Terpstra Rigoberto Urán               | Movistar Team Andrey Amador Jonathan Castroviejo Alex Dowsett Jon Izagirre Adriano Malori Jasha Sütterlin     |
| 2016 Doha       | Etixx-Quick Step Bob Jungels Marcel Kittel Yves Lampaert Tony Martin Niki Terpstra Julien Vermote                     | BMC Racing Team Rohan Dennis Stefan Küng Daniel Oss Taylor Phinney Manuel Quinziato Joey Rosskopf                   | Orica-BikeExchange Luke Durbridge Alexander Edmondson Michael Hepburn Daryl Impey Michael Matthews Svein Tuft |
| 2017 Bergen     | Team Sunweb Tom Dumoulin Lennard Kämna Wilco Kelderman Søren Kragh Andersen Michael Matthews Sam Oomen                | BMC Racing Team Rohan Dennis Silvan Dillier Stefan Küng Daniel Oss Miles Scotson Tejay van Garderen                 | Team Sky Owain Doull Chris Froome Vasil Kiryjenka Michał Kwiatkowski Gianni Moscon Geraint Thomas             |
| 2018 Innsbruck  | Quick-Step Floors Kasper Asgreen Laurens De Plus Bob Jungels Yves Lampaert Maximilian Schachmann Niki Terpstra        | Team Sunweb Tom Dumoulin Chad Haga Wilco Kelderman Søren Kragh Andersen Michael Matthews Sam Oomen                  | BMC Racing Team Patrick Bevin Damiano Caruso Rohan Dennis Stefan Küng Greg Van Avermaet Tejay van Garderen    |